# پارادوکس بریس
تناقض بریس نخستین بار در سال ۱۹۶۸ توسط دیتریچ بریس مطرح شد. این اصل بیان می‌کند اضافه کردن ظرفیت یک شبکه در حالی که افراد مستقل از هم در شبکه در حال حرکت هستند ممکن است منجر به کاهش مزایای شبکه شود.

## مثال
در شکل روبرو اعداد نوشته شده روی خطوط شبکه مدت زمانی را که رانندگان در ترافیک می‌مانند؛ نمایش می‌دهد. برای مثال مدت زمانی را که یک راننده در مسیر نقطه آغاز به سمت نقطه B در ترافیک می‌ماند برابر ۴۵ دقیقه و مدت زمانی را که یک راننده از نقطه شروع به سمت نقطه A حرکت می‌کند بر حسب اینکه چه تعداد اتومبیل از این مسیر استفاده می‌کنند؛ برابر {\displaystyle {\tfrac {T}{100}}}است. به عنوان مثال اگر از این مسیر تعداد ۲۰۰۰ ماشین عبور کند مدت زمانی که طول می‌کشد هر راننده از نقطه آغاز به نقطه A برود برابر {\displaystyle {\tfrac {2000}{100}}} دقیقه است.
برای مثال اگر T برابر ۴۰۰۰ راننده باشد که بخواهند از نقطه آغاز به نقطه پایان بروند در بهترین حالت نیمی از رانندگان مسیر بالا و نیم دیگر مسیر پایین را انتخاب می‌کنند. در این حالت مدت زمانی که طول می‌کشد هر راننده از مبدأ به مقصد برسد زمانی برابر ۶۵ دقیقه است.
اگر برای کاهش ترافیک از نقطه A به نقطه ب مسیر جدیدی بکشیم (خط نقطه چین) رانندگان تمایل دارند به نقطه A بروند و از نقطه A مسیر خود را انتخاب کنند. در این حالت مدت زمانی که هر راننده در ترافیک می‌ماند از ۶۵ دقیقه به ۸۰ دقیقه افزایش می‌یابد.
این تناقض از این مسئله ناشی می‌شود که الزامی وجود ندارد تعادل نش در بهینگی باشد.